# Jan Kiedrowicz
Jan Kiedrowicz (ur. 11 marca 1960 w Chojnicach, zm. 11 listopada 2024 tamże) – polski szachista, sędzia i instruktor szachowy, mistrz międzynarodowy od 1987 roku.

## Kariera szachowa
W 1982 r. podzielił II miejsce na turnieju rozegranym w Gdańsku. W 1983 r. wystąpił w finale mistrzostw Polski, rozegranym w Piotrkowie Trybunalskim (zajmując XV miejsce). W tym samym roku zajął II miejsce w Lesku oraz dwukrotnie podzielił III miejsca na międzynarodowych turniejach w Białymstoku oraz Sopocie. W 1990 r. w Gdyni zdobył tytuł wicemistrza Polski w szachach błyskawicznych. W 1992 r. zdobył w Legnicy brązowy medal drużynowych mistrzostw Polski w szachach błyskawicznych, natomiast w 1994 r. w Lubniewicach – brązowy medal drużynowych mistrzostw Polski (oba w barwach klubu "Górnik" Zabrze). W 1996 r. podzielił I miejsce (wspólnie z Jurijem Zezulkinem) w memoriale Emanuela Laskera w Barlinku, w 1999 r. zdobył tytuł mistrza Gdańska, natomiast w 2004 r. odniósł duży sukces, zdobywając w Rowach tytuł mistrza Polski osób niepełnosprawnych (był również dwukrotnie wicemistrzem Polski osób niepełnosprawnych, w latach 1998 oraz 2005). W 2010 r. zwyciężył w międzynarodowym turnieju w Chojnicach, natomiast w 2014 – w Jastrzębiej Górze. W 2015 r. w Jastrzębiej Górze podzielił II m. (za Marcinem Krzyżanowskim).
Najwyższy ranking w karierze osiągnął 1 lipca 1984 r., z wynikiem 2425 punktów dzielił wówczas 6-8. miejsce wśród polskich szachistów.